# Nicolae Țapu
Nicolae Ion Țapu (* 1. Januar 1907 in Jilava; † 31. Dezember 1974) war ein rumänischer Radrennfahrer.

## Sportliche Laufbahn
Țapu war 1935 und 1936 Berufsfahrer. Er gehörte zu den ersten rumänischen Radrennfahrern, die an der Tour de France teilnahmen.
Țapu startete 1936 mit seinen Landsleuten Virgil Mormocea, Constantin Tudose und Gheorghe Hapciuc der Tour de France. Er schied auf der 3. Etappe aus.
1935 wurde er Zweiter der Rumänien-Rundfahrt hinter Daniel Zigmund aus Polen. 1934 und 1936 belegte er jeweils den 5. Platz in dem Etappenrennen. In der nationalen Meisterschaft im Straßenrennen 1935 wurde er Dritter hinter dem Sieger Constantin Tudose. Er startete für den Verein Principele Nicolae.